# ピーターズバーグ (バージニア州)
ピーターズバーグ（英: Petersburg）は、アメリカ合衆国バージニア州の独立市である。人口は3万3458人（2020年）。州都リッチモンドの34キロメートル南に位置しており、リッチモンド都市圏の一部となっている。
ピーターズバーグには重要なアメリカ合衆国国家歴史登録財がある。1767年から1768年に掛けて建設されたパッラーディオ様式の邸宅「バターシー」である。市街地には、この町におけるアフリカ系アメリカ人の歴史に関わる、第一バプテスト教会やギルフィールド・バプテスト教会がある。これらは全米最古級の黒人教会である。郊外には南北戦争の古蹟「ピーターズバーグ国立戦場跡」がある。

## 歴史

### 設立と初期の歴史
1607年にイギリス人がバージニアに到着したとき、この地域はジョン・スミス船長の地図では「アパマタック」として示され、重要な種族であるポウハタン族が支配していた。この種族は戦いの首長である「コクォノサム」王とその姉妹である「オパソクィオナスク」女王によって治められていた。このアルゴンキン語族は後に現在のピーターズバーグ西縁でロホイック・クリークに町を形成した（正式にはロホウィックあるいはインディアンタウン・ラン）。
1646年、イギリス人は少し離れたアポマトックス川の南岸にヘンリー砦を建設した。エイブラハム・ウッド大佐がその後の時代にここから有名な遠征隊を数度派遣し、アパラチア山脈までの西方の各地を探検させた。
1675年頃のいずれかの時点で、その砦を指揮しインディアンと交易を行っていたピーター・ジョーンズが近くに「ピーターズポイント」と呼ばれる交易基地を開いた。1700年代初期からはこの地域にボーリング家も住んだ。1733年、ウィリアム・バード2世（同時にリッチモンドも設立した）がピーターズポイントで都市建設を計画し、「ピーターズバーグ」と改名することになった。バージニア植民地議会は1748年に正式にその市制を認めた。
アメリカ独立戦争の間の1781年に行われたブランフォードの戦いは、イギリス軍がバージニア支配を取り戻そうという試みの一部だった。これは成功しなかった。終戦後の1784年、近接するブランドフォードとポカホンタスの町が公式にピーターズバーグ市に合流した。
戦後の20年間で、独立のときの平等の夢に刺激された多くの奴隷所有者が、法的結婚以外で生まれた非嫡出子である者も含め奴隷を解放した。仕事ができることもあり、多くの自由有色人が成長を続けるピーターズバーグの社会に入ってきた。彼等は1774年に第一バプテスト教会、1797年にギルフィールド・バプテスト教会を設立し、これらは町で最古と二番目に古い黒人教会となり、国中でも最も古い部類に入る  。
ピーターズバーグ港は綿花、タバコおよび金属を加工し、その後にこの地域から輸送する為の商業の中心として有名になった。この町は州の産業の中心にもなった。
1813年には舗装道路が現れ始め、間もなくアポマトックス滝を迂回する運河が掘られた。次に町から四方八方に結ぶ鉄道線が造られた。19世紀半ばに輸送技術が発展し、ピーターズバーグは北はリッチモンドと、西はファームビルやリンチバーグと、南はノースカロライナ州ウェルドンと結ばれて鉄道中心として傑出した存在になった。最後の主要線は1858年に完成した東に向かうノーフォーク・アンド・ピーターズバーグ鉄道だった。
1851年、町にはガス灯が導入され、1857年までには新しい水道が造られた。これらすべての公共事業により、相当の大きさの産業がこの街に惹き付けられてきた。そのほとんどはタバコ製造業であったが、綿花や小麦粉の製粉および銀行なども成立した。

### 南北戦争
1860年のピーターズバーグ市人口は18,266人であり、その半数は黒人だった。さらにその3分の1は自由黒人であり、産業や貿易での職業機会を求めて市に集まってきた者だった。ピーターズバーグはアメリカ連合国の奴隷保有州の中でも最も高い自由アフリカ系アメリカ人男女の比率を示し、国中でも最も自由黒人の数が多かった。多くの自由黒人がポカホンタス島に住んだ。ポカホンタス島歴史的地域は国定歴史史跡に含められている。
人口の半分を占める白人の90%はバージニアの生まれだった（バージニア土着の白人は、自由黒人と同じくらい当時の社会でしいたげられていた人々であった）。米英戦争のときの献身振りから彼らの帽子に付けられていた花飾りを称えて「花形帽章の市」という渾名が付けられることになった。
1861年に南北戦争が始まったとき、ピーターズバーグの人々は再度戦いに応じた。この町から南軍へは歩兵数個中隊や砲兵隊さらには3個騎兵隊が提供された。1861年4月ピーターズバーグの300人以上の自由黒人がその指導者と共にノーフォークの要塞化工事を志願して出た。多くの奴隷もその所有者達によって志願することになった。
1864年、ピーターズバーグはユリシーズ・グラント将軍のオーバーランド方面作戦で重要な目標にされた。多くの鉄道があったことにより、アメリカ連合国の首都リッチモンドなど主要地点に対する生命線となった。

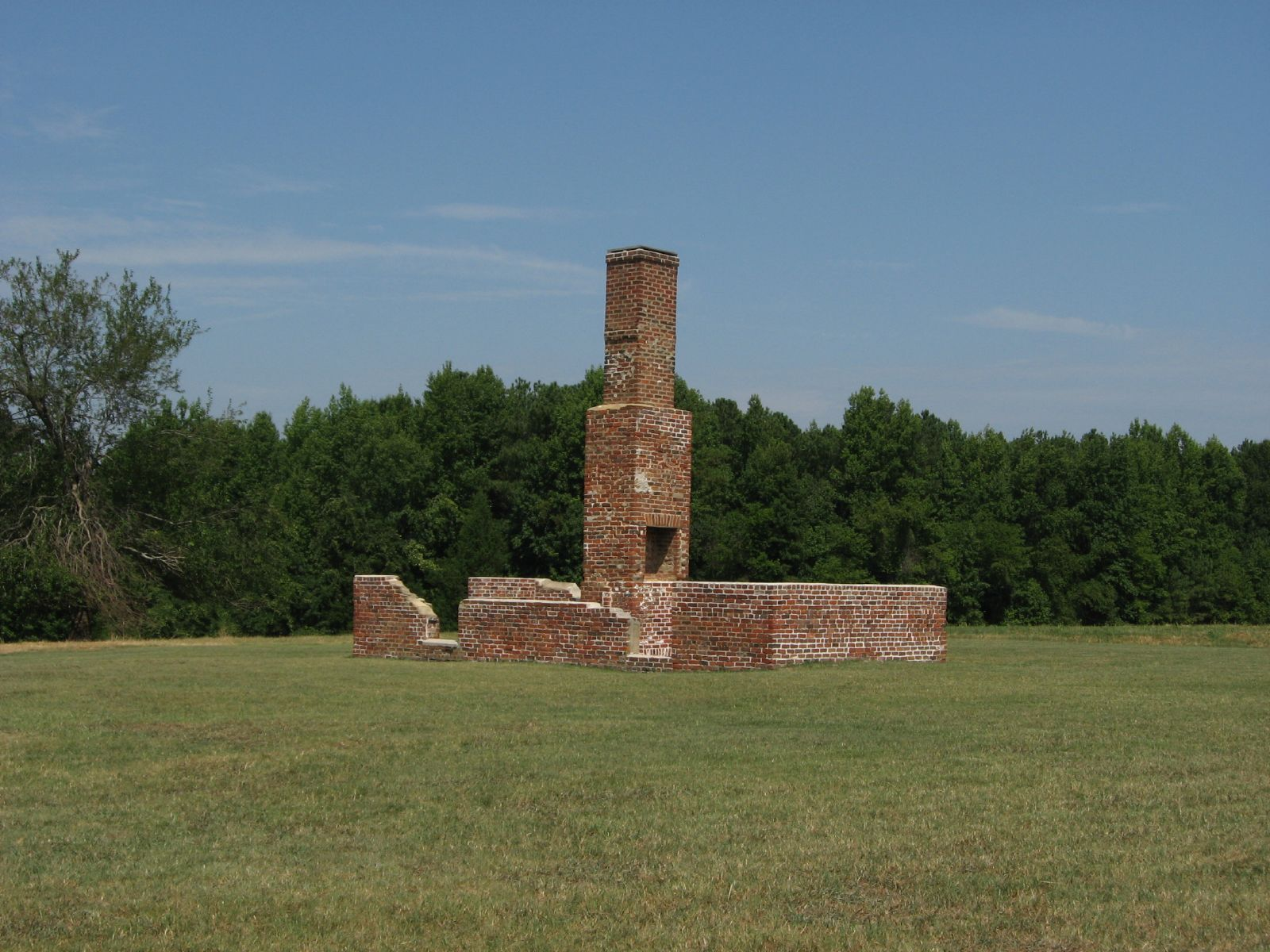
ピターズバーグ戦場跡にある奴隷宿舎の残骸

コールドハーバーの戦い後、グラントはリッチモンドの東に留まり、南のピーターズバーグを目指した。グラントはピーターズバーグに入る鉄道を遮断することで、リッチモンドに入る物資を止めようとした。6月9日、北軍第18軍団のウィリアム・F・"ボールディ"・スミスが、元々1862年の半島方面作戦の時にジョージ・マクレラン将軍指揮するポトマック軍に対してピーターズバーグを守るために造られた一連の胸壁であるディモック線を攻撃した。南軍は約2,000名だった。この防御線は簡単に奪取できるものだったが、コールドハーバーでの記憶がまだ鮮明に残っており、スミスとウィンフィールド・スコット・ハンコック将軍は防御の施された前線に対する攻撃を逡巡した。南軍P・G・T・ボーリガード将軍がピーターズバーグでポトマック軍に対峙していることをロバート・E・リー将軍に報せた。リーが後に到着し、292日間におよぶピーターズバーグ包囲戦が始まった。
東側の前線では両軍の塹壕線が非常に近く位置していた。第48ペンシルベニア連隊のある兵士は文民のときに石炭坑夫であり、大きな声で「もし我々があの下に坑道を掘ればあの砲台を吹き飛ばして跡形も無くできる。」と話した。師団長のヘンリー・プレザンツ大佐がこのアイディアを真剣に取り上げ、上官に伝えた。この計画は実行に移されることになった。7月30日、坑道は爆破された。このときのクレーターの戦いは、北軍側のお粗末な統率力と南軍のウィリアム・マホーン将軍が直ぐに到着したことで北軍が敗北した。北軍の損失は4,000名以上だった。この有名な戦闘は2003年の映画「コールド マウンテン」で描かれた（同名の小説に基づく）。
1865年4月初め、北軍はその左翼をうまく押し上げ、ウェルドンに至る鉄道とサウスサイド鉄道の両方に到達した。これらはピーターズバーグにとって南軍の残りと物資に対する重要な生命線だった。この展開によりピーターズバーグ包囲戦は終わった。
ピーターズバーグの陥落はアメリカ連合国の首都リッチモンドがもはや守りきれないことも意味しており、ロバート・E・リーの最後の撤退行を促すことになった。その後アポマトックス・コートハウスでのリーの降伏となり、事実上戦争は終わった。南軍のA・P・ヒル将軍は南軍がピーターズバーグの塹壕線を守っていた最後の日に戦死した。ピーターズバーグの周りに張り巡らされた広大な塹壕網の使い方はその後の戦争のやり方を変えた。第一次世界大戦のヨーロッパでは、対立する両陣営の軍隊が広範に塹壕を用いた。

### 南北戦争後の歴史
南北戦争が終わった頃には、ピーターズバーグは一連の防御施設で取り囲まれていた。これら要塞などの多くはピーターズバーグ国立戦場公園、および隣接するディンウィッディー郡の中で保存されている。
1874年、ジェイムズ・M・ウィルカーソン・シニアがウィルカーソン請負会社という事業を興した。これがジェイムズ・M・ウィルカーソン葬祭事業会社として存続し、アメリカ合衆国でも最古の黒人が所有する会社となっている。
州中央精神病院とアメリカ陸軍需品科センターと学校のあったリー砦はピーターズバーグ近くに建設された。
ピーターズバーグ地域には、1882年にバージニア公立高等師範学校として設立されたバージニア州大学がある。これはアフリカ系アメリカ人の高等教育のために造られた最初の公的4年制大学（州が全面的運営）である。ジョン・マーサー・ラングストンが初代学長に選出された。ラングストンは成功した弁護士であり、オハイオ州で奴隷制度廃止運動家としてその経歴を始めた政治指導者だった。ワシントンD.C.にあるハワード大学の法学部長兼学長代行でもあった。1888年ラングストンは共和党公認でアメリカ合衆国議会議員に選出され、バージニア州では初の黒人連邦議員となった。またその後1世紀近くそのような例が無かった。

### 20世紀
1958年、ピーターズバーグはその生活水準故に「オール・アメリカン・シティ｣と名付けられた。1983年まで小売業や製造業が繁盛した。アメリカの多くの都市と同様に、人種間問題が1968年から1980年まで吹き荒れ、公共学校の人種分離の問題では州の首脳までが人種隔離維持を求めて抵抗した。20世紀後半の経済の非製造業化と構造変革で市内の多くの職が失われた。白人の家庭はピーターズバーグ郊外やリッチモンドへの移転を続けた。
1985年、ピーターズバーグの政治家達は街の一番の雇用主であったブラウン・アンド・ウィリアムソン煙草会社がジョージア州メイコンに移転することを止められなくなった。1986年には、隣接するプリンスジョージ郡の大部分を併合して学校区を拡大し税収を増やす試みに失敗した。1989年、新しいショッピングモールをピーターズバーグに建設する交渉が難航すると、市内に残っていた多くの小売商が町の北にある新しいサウスパーク・モール地域に移転した。ピーターズバーグは経済的挫折を味わった。
2007年時点でピーターズバーグは進化する小都市となっている。かって活気に満ちたシカモア通り北外れの元中心街は、郊外の発展により小売商が撤退したために20世紀終盤までに衰退した。産業の構造的変化により地元の仕事と顧客は失われた。

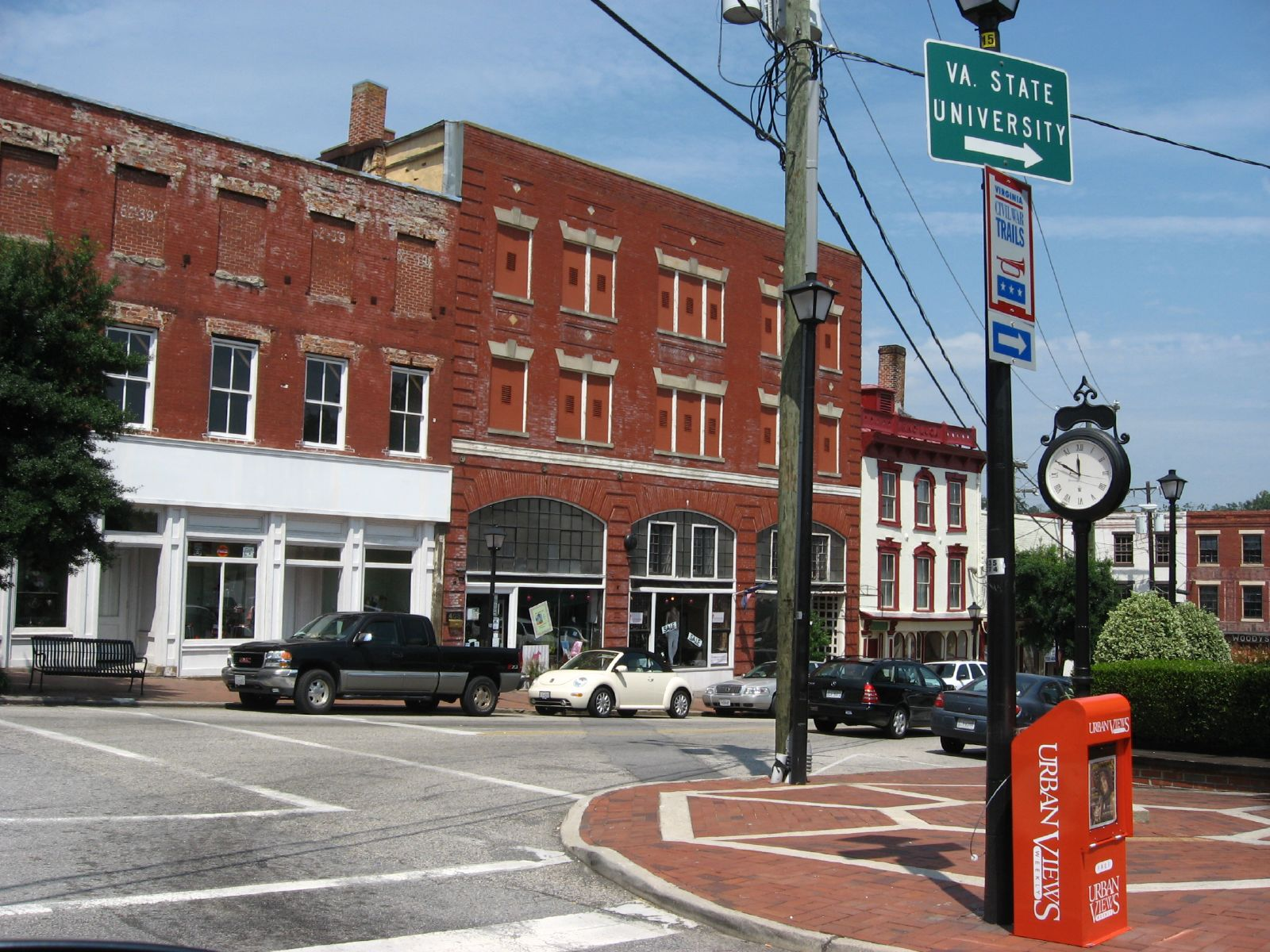
ピーターズバーグ中心街

しかし東海岸の他の古い小都市と同様、オールド・タウンと呼ばれる最近のピーターズバーグ中心街は再生を経験しつつある。ピーターズバーグ・オールド・タウン歴史地区は他の歴史的地区と同様国定歴史的地域リストに載せられている。多くのレストラン、専門店および規模を拡大したアパートやコンドミニアムが開発され、さらに増加中である。『サザン・リビング』誌は最近 HGTV(Home & Garden Television)が「支払った額に見合う物」で行ったように、この地域を特集した。この地域は活発な芸術活動の中心にもなり、芸術同盟や舞台芸術センターおよびレストランのシカモア・ルージュがある。毎月第二金曜日には「芸術の金曜日」を催し、多くの場所で地元の芸術作品展示や音楽の生演奏を行っている。
ピーターズバーグに本拠を置く投資会社、ウェロットソン・ホールディングス有限責任会社は地域で多くの建物を購入してきた。これらは店舗やレストランおよびオーク・アンティーク・モールと呼ばれている大きな骨董品市場に改装された。ウェロットソン・ホールディングスは住居や商業開発のためにオールド・タウンの他の建物を改修している。

## 産業と再活性化
ピーターズバーグはバージニア州の製造業中心として長い歴史がある。タバコ巨大会社ブラウン・アンド・ウィリアムソンなど多くのタバコ会社の本拠であった。フリーツ・フォソ・ソーダ（世界的に病院で使われている）を最初に作ったサザン化学会社は町で親しまれた有名ブランドだった。
アーノルド・ペン会社、スウォード・トランク会社、ティトマス・オプティカル、ブレンコ・ボールベアリングおよび製薬会社トップ20傑に入るボーリンガー・インゲルハイムはピーターズバーグを本拠としている。
ブラウン・アンド・ウィリアムソンがピーターズバーグを離れて以降、歴史的建築物の保存に重点投資してきた。その歴史的地区の18世紀、19世紀および20世紀の数多い建築物は特徴があり、豊富な様相を呈している。ピーターズバーグ歴史基金やバージニア文化遺産保存協会のような団体が市内建築物の多くを再生しようと動いてきた。
ピーターズバーグ市の最も重要な資産の中で、1767年から1768年に掛けて建設され、アメリカ合衆国国家歴史登録財に上げられているパッラーディオ様式の邸宅「バターシー」がある。この邸宅はアポマトックス川上流、市の西縁にある37エーカー (15 ha)の敷地に建っている。非営利団体が市とともにこの資産の長期計画を行うために動いている。

## 地理
ピーターズバーグは、ニューヨークとフロリダ州の中間にある。州都リッチモンドの南34キロメートルに位置しており、リッチモンド・ピーターズバーグ都市圏を構成する13の自治体の1つである。座標は北緯37度12分46秒 西経77度24分1秒 / 北緯37.21278度 西経77.40028度。
アメリカ合衆国統計局によると、総面積は23.2平方マイル (60.1 km2)である。うち22.9平方マイル (59.3 km2)が陸地で、残り0.3平方マイル (0.8 km2)が水域（水域率1.29%）である。
ピーターズバーグはアポマトックス川瀑布線に位置し、高地（大陸岩盤）と海岸平野（海岸沖積層）が出会う所である。瀑布線は川が岩盤を横切るときに早瀬あるいは滝を形成するのが通常である。川船はそれ以上内陸に進めず、航行可能点となっている。港と水力の豊富な利用という需要によって、川が瀑布線を横切る場所に人々の定着や産業・商業の集積が進んでいる。
瀑布線（滝線）に沿って都市や集落が連なる最も顕著な例は、アメリカ合衆国のアパラチア山脈と海岸平原が出会う東部海岸に沿ったメガロポリスの設立である。ピーターズバーグはこの滝線沿いの街の一つである。

### 隣接する郡と独立市
- チェスターフィールド郡 - 北西
- コロニアルハイツ市 - 北
- ディンウィッディー郡 - 西、南西
- プリンスジョージ郡 - 東、南東

### 国の保護地域
- ピーターズバーグ国立戦場公園（一部）

## 人口動態
以下は2000年国勢調査による人口統計データである。
| - 人口: 33,740人 - 世帯数: 13,799世帯 - 家族数: 8,513家族 - 人口密度: 569.4人/km2（1,474.6人/mi2） - 住居数: 15,955軒 - 住居密度: 269.2軒/km2（697.3軒/mi2） 人種別人口構成 - 白人: 18.52% - アフリカン・アメリカン: 78.97% - ネイティブ・アメリカン: 0.20% - アジア人: 0.70% - 太平洋諸島系: 0.03% - その他の人種: 0.59% - 混血: 1.00% - ヒスパニック・ラテン系: 1.37% 年齢別人口構成 - 18歳未満: 25.1% - 18-24歳: 8.9% - 25-44歳: 27.5% - 45-64歳: 22.9% - 65歳以上: 15.6% - 年齢の中央値: 37歳 - 性比（女性100人あたり男性の人口） - 総人口: 84.2 - 18歳以上: 78.7 | 世帯と家族（対世帯数） - 18歳未満の子供がいる: 27.6% - 結婚・同居している夫婦: 30.1% - 未婚・離婚・死別女性が世帯主: 26.1% - 非家族世帯: 38.3% - 単身世帯: 32.2% - 65歳以上の老人1人暮らし: 11.7% - 平均構成人数 - 世帯: 2.38人 - 家族: 2.98人 収入と家計 - 収入の中央値 - 世帯: 28,851米ドル - 家族: 33,955米ドル - 性別 - 男性: 27,859米ドル - 女性: 21,882米ドル - 人口1人あたり収入: 15,989米ドル - 貧困線以下 - 対人口: 16.7% - 対家族数: 19.6% - 18歳未満: 27.1% - 65歳以上: 15.8% |

2005年では非ヒスパニック白人の構成比は18.4%だった。アフリカ系アメリカ人は幾分少なくなり78.6%だった。全人口の0.9%がアジア人であり、2.1%がラテン系だった。

## 交通
- ピーターズバーグには州間高速道路95号線と州間高速道路85号線のジャンクションがある。
- ピーターズバーグ駅はアムトラックの停車駅である。

## 関係者
- ビクトリア・グレイ・アダムズ、ミシシッピ州からアメリカ合衆国上院議員選に出馬した最初の黒人女性、ミシシッピ自由民主党設立時にファニー・ルー・ハマーと共同議長を務めた、晩年をピーターズバーグで暮らした。
- タイラ・ボーリング、R&B歌手、ピーターズバーグで生誕
- ジョゼフ・コットン、俳優、ピーターズバーグで生まれ成長
- ジョン・クルーズ博士、 ロボットによる外科医で最初のアフリカ系アメリカ人、ピーターズバーグで生誕[8]
- リッキー・ハンリー、アメリカンフットボール選手、ディフェンス、ピーターズバーグで生誕
- ストーニー・ジャクソン、俳優、ピーターズバーグで生まれ成長
- バーノン・ジョーンズ牧師、公民権運動指導者
- ジョン・マーサー・ラングストン(1829-1899)、奴隷制廃止運動家、社会活動家、教育者および政治家、1855年にオハイオ州で公職に選出された最初の黒人、ハワード大学初代法学部長、バージニア州大学初代学長、1888年にバージニア州からアメリカ合衆国議員に選ばれた最初の黒人
- ウィリアム・マホーン、19世紀の鉄道建設者、南軍の将軍（クレーターの戦いでの英雄）、政治家でピーターズバーグ市長、妻のオテリア・バトラー・マホーンと共に長年ピーターズバーグに住居を構えた。
- モーゼス・マローン、バスケットボール選手、ピーターズバーグで生誕
- アフェモ・オミ、映画フォレスト・ガンプ/一期一会やグローリーに出演した俳優、ピーターズバーグで生まれ成長
- ジェイソン・プーリー、アメリカンフットボール選手、バージニア・レイブンズ, ピーターズバーグで生まれ成長
- ディー・ディー・ラモン、パンク・ロック歌手、リー砦陸軍基地で生誕
- ナンシー・レーガン、元アメリカ合衆国のファーストレディ。13歳の時まで継父ユージン博士と母デイビス夫人と共にピーターズバーグで暮らした
- キース・A・リドリー4世、リドリー葬祭会社の創設者、雑誌エボニーで"1993年の独身者"、ピーターズバーグで生誕
- ジョセフ・ジェンキンス・ロバーツ、リベリアの初代大統領、ピーターズバーグでしばらく生活
- ウィンフィールド・スコット、アメリカ陸軍の将軍、外交官、大統領候補者、近くのディンウィッディー郡で生まれ青年時代の多くをピーターズバーグで過ごした
- リッキー・スミス、アメリカンフットボールヒューストン・テキサンズの総監督、ピーターズバーグで生誕
- トレイ・ソングズ、R&B歌手、ピーターズバーグで生誕
- モートン・トレイラー、芸術家、ピーターズバーグで生誕
- ブレア・アンダーウッド、俳優、ピーターズバーグで成長
- ワイアット・T・ウォーカー博士、牧師、公民権運動家（マーティン・ルーサー・キング・ジュニアの腹心で助手）、ピーターズバーグのギルフィールド・バプテスト教会牧師、ハーレムのカナン・バプテスト教会上級牧師
- ティコ・ウェルズ、俳優、コスビー・ショーや"Five Heart Beats"（聖歌隊員）に出演、ピーターズバーグで生誕
- マーク・ウェスト、バスケットボール選手、ピーターズバーグで生誕